# Dice Puzzle
Dice Puzzle es un videojuego publicado en 1983 por Panda Computer Games para el Atari Video Computer System.

## Objetivo del juego
El jugador es presentado a una pantalla con 16 dados simbolizando el número uno. Al comenzar a jugar, el juego dará vuelta los dados y ahora éstos poseen un valor aleatorio. Es la misión del jugador hacer que los dados muestren el número seis. Para ello, se debe utilizar un cursor que es capaz de moverse por los bordes de la pantalla, tanto horizontal como vertical y diagonalmente. Al presionar el botón de acción del joystick, todos los dados que estén en la línea señalada por el cursor aumentarán en uno su valor. Entonces, si en una fila los dados muestran los valores correspondientes a los números 3, 5, 2 y 6, éstos pasarán a mostrar los valores de 4, 6, 3 y 1, respectivamente. Se permite un máximo de una hora para resolver el puzle, y cada 5 minutos un timbre sonará para apurar al jugador.
Según el manual de instrucciones adjunto con el juego, todas las combinaciones de dados son posibles de resolver.